# Добрунь (Суземский район)
Добру́нь —  обезлюдевшее село  в Суземском районе Брянской области России. 

## География
Расположено в 2 км к северу от одноимённого посёлка Севского района.

## История
Село впервые упоминается в писцовых книгах Свенского монастыря под 1595 годом как существующее селение; первоначально называлось Добры́ничи.
21 (31) января 1605 года в окрестностях села произошло крупное сражение царских войск под предводительством князя Ф. И. Мстиславского с войском Лжедмитрия I (известное как «битва при Добрыничах»), после которого в окрестностях села на протяжении веков сохранялись курганы с братскими захоронениями.
До конца XVIII века оставалось дворцовым владением; позднее владение Подлиневых. В XIX веке здесь работал винокуренный завод.

## Население
| 2010 | 2013 |
| ---- | ---- |
| 17   | ↘12  |